# Magnificat

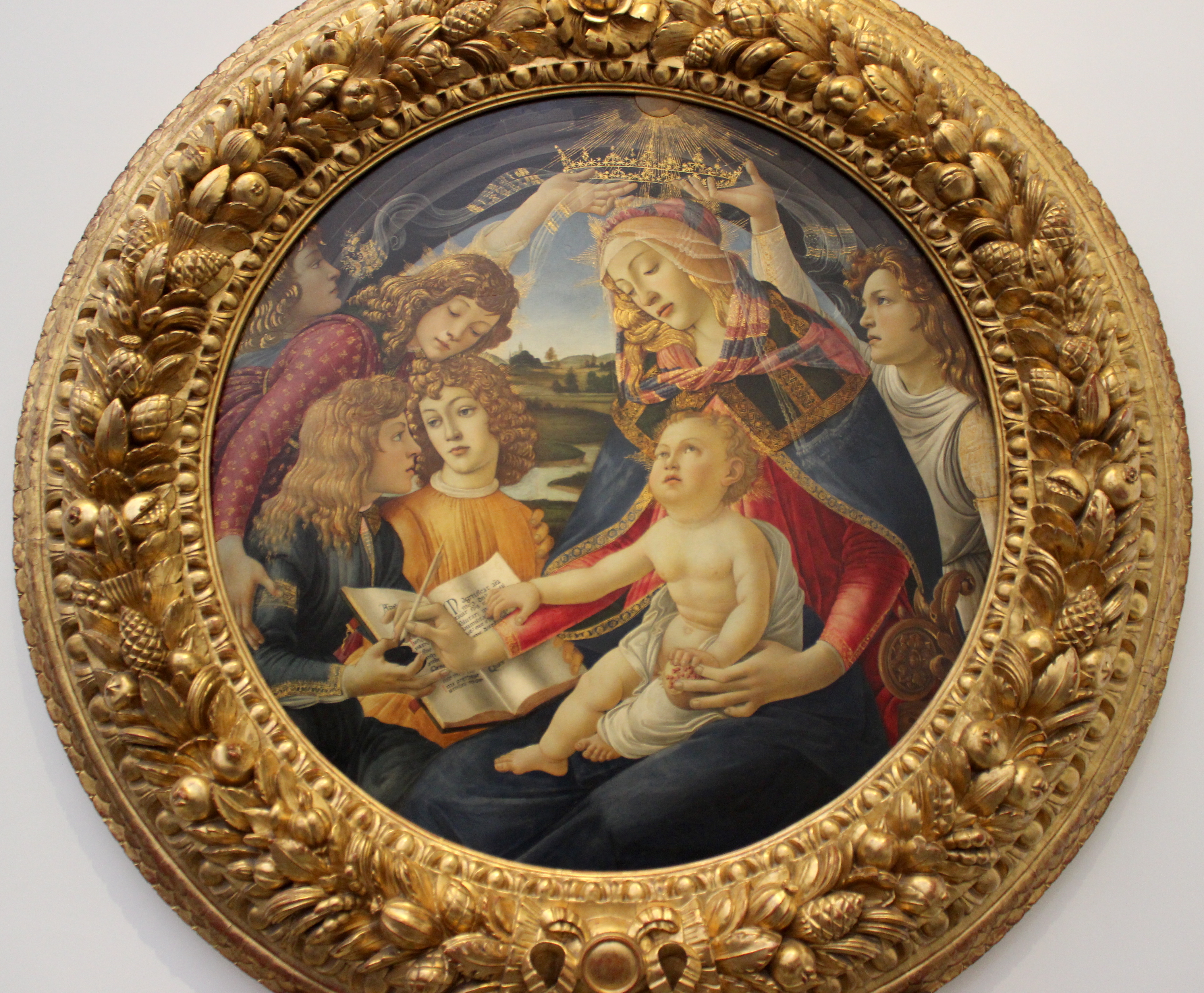
Malba Sandra Botticelliho Madonna del Magnificat. Florencie, Galleria degli Uffizi

Magnificat je novozákonní chvalozpěv obsažený v Bibli (Evangelium sv. Lukáše, 1:46-55. Název „Magnificat“ je odvozen od prvního verše v latině (Magnificat anima mea Dominum, česky Duše má velebí Pána).

## Biblický text
Jedná se o veršovanou pasáž, vloženou do prózou psaného zbytku textu, zpívaný Pannou Marií při návštěvě u sv. Alžběty před narozením Ježíše Krista.
Text formálně navazuje na tradici žalmů. Je užíván v liturgii, v římskokatolické jako součást nešpor, podobně je tomu v anglikánské liturgii. V katolické církvi je modlitba Magnificat spojena s částečnými odpustky.

## Latinský text (Vulgata)
Magnificat anima mea Dominum

Et exultavit spiritus meus in Deo salutari meo.

Quia respexit humilitatem ancillæ suæ: ecce enim ex hoc beatam me dicent omnes generationes.

Quia fecit mihi magna qui potens est, et sanctum nomen eius.

Et misericordia eius a progenie in progenies timentibus eum.

Fecit potentiam in bracchio suo, dispersit superbos mente cordis sui.

Deposuit potentes de sede et exaltavit humiles.

Esurientes implevit bonis et divites dimisit inanes,

Suscepit Israel puerum suum recordatus misericordiæ suæ,

Sicut locutus est ad patres nostros, Abraham et semini eius in sæcula.

## Latinský text (Neovulgata)
Magnificat anima mea Dominum

et exsultávit spíritus meus in Deo salvatóre meo,

Quia respéxit humilitátem ancíllæ súæ: ecce enim ex hoc beátam me dícent ómnes generatiónes.

Quia fécit míhi magna qui pótens est: et sánctum nómen éius.

Et misericórdia éius in progénies et progénies timéntibus éum.

Fécit poténtiam in bráchio súo: dispérsit supérbos ménte córdis súi.

Depósuit poténtes de séde, et exaltávit húmiles.

Esuriéntes implévit bónis: et dívites dimísit inánes.

Suscépit Israel púerum súum, recordátus misericórdiæ.

Sicut locútus est ad pátres nóstros, Abraham et sémini éius in sǽcula.

## Český překlad (Český ekumenický překlad)
Duše má velebí Pána

a můj duch jásá v Bohu, mém spasiteli,

že se sklonil ke své služebnici v jejím ponížení. Hle, od této chvíle budou mne blahoslavit všechna pokolení,

že se mnou učinil veliké věci ten, který je mocný. Svaté jest jeho jméno

a milosrdenství jeho od pokolení do pokolení k těm, kdo se ho bojí.

Prokázal sílu svým ramenem, rozptýlil ty, kdo v srdci smýšlejí pyšně;

vladaře svrhl s trůnu a ponížené povýšil,

hladové nasytil dobrými věcmi a bohaté poslal pryč s prázdnou.

Ujal se svého služebníka Izraele, pamětliv svého milosrdenství,

jež slíbil našim otcům, Abrahamovi a jeho potomkům na věky.

## Český překlad (Bible kralická)
Velebí duše má Hospodina,

A veselí se duch můj v Bohu, spasiteli svém,

Že vzezřel na ponížení děvky své; neb aj, od této chvíle blahoslaviti mne budou všichni národové.

Neboť mi učinil veliké věci ten, kterýž mocný jest, a svaté jméno jeho,

A jehož milosrdenství od pokolení až do pokolení bojícím se jeho.

Dokázal moci ramenem svým, rozptýlil pyšné myšlením srdce jejich.

Sházel mocné s stolic, a povýšil ponížených.

Lačné nakrmil dobrými věcmi, a bohaté pustil prázdné.

Přijal Izraele, služebníka svého, byv pamětliv na milosrdenství,

Jakož mluvil otcům našim, Abrahamovi a semeni jeho na věky.

## Český překlad (Bible, překlad 21. století)
Má duše velebí Hospodina

a můj duch jásá v Bohu, mém Spasiteli,

neboť si všiml ponížení své služebnice. Hle, od nynějška všechna pokolení budou vyprávět o mé blaženosti,

neboť mi učinil veliké věci Ten, který je mocný. Jeho jméno je svaté

a jeho milosrdenství k těm, kdo jej ctí, trvá od pokolení do pokolení.

Svou paží dokázal moc, rozehnal ty, kdo mají v srdci pyšné myšlenky.

Mocné svrhl z trůnů a ponížené povýšil.

Hladové nasytil dobrými věcmi a bohaté propustil s prázdnou.

Ujal se Izraele, svého služebníka;pamatoval na milosrdenství -

jak zaslíbil našim otcům - vůči Abrahamovi a jeho semeni až navěky.

## Český katolický liturgický překlad (zbreviáře)
Velebí má duše Hospodina

a můj duch jásá v Bohu, mém Spasiteli, neboť shlédl na svou nepatrnou služebnici.

Od této chvíle mě budou blahoslavit všechna pokolení,

že mi učinil veliké věci ten, který je mocný. Jeho jméno je svaté.

A jeho milosrdenství trvá od pokolení do pokolení k těm, kdo se ho bojí.

Mocně zasáhl svým ramenem, rozptýlil ty, kdo v srdci smýšlejí pyšně.

Mocné sesadil z trůnu a ponížené povýšil,

hladové nasytil dobrými věcmi a bohaté propustil s prázdnou.

Ujal se svého služebníka Izraele, pamatoval na své milosrdenství,

jak slíbil našim předkům, Abrahámovi a jeho potomkům navěky.

## Hudební zpracování
Text Magnificat zhudebnilo mnoho skladatelů.

### Vokální skladby
Nejstarší dochovaný vícehlasý fragment pochází z poloviny 14. století. Od té doby vzniklo množství dalších slavných děl s tímto titulem, například od následujících autorů:
- Nicolas Gombert (osm zhudebnění)
- John Dunstable
- Johannes Galliculus
- Thomas Tallis
- Orlando di Lasso (1567)
- Giovanni Pierluigi da Palestrina (35 zhudebnění, tří až šestihlasých)
- Antoine de Boësset
- Michael Praetorius
- Samuel Scheidt (1622)
- Heinrich Schütz (v latině: SWV 468, v němčině: 344, 426, 494 v Labutím zpěvu (Schwanengesang))
- Claudio Monteverdi
- Francesco Cavalli (osmihlasé)
- Francesco Foggia Magnificat pro 5 hlasů a basso continuo a jedno Magnificat concertata con instromenti di 6 tono pro 9-hlasý sbor a nástroje
- Dietrich Buxtehude (BuxWV Anhang 1)
- Melchior Franck Magnifikat Meine Seel erhebt den Herren, Motette
- Marc-Antoine Charpentier (H. 73, trojhlasé, 1670–1671)
- Henry Purcell
- Jan Dismas Zelenka (a-moll, ZWV 106; C-Dur, ZWV 107; D-Dur, ZWV 108)
- Antonio Caldara (Magnificat in g-Moll; Dixit et Magnificat in C-Dur)
- Johann Sebastian Bach: Magnificat BWV 243. Německý překald je předlohou textu kantáty Meine Seel erhebt den Herren BWV 10
- Antonio Vivaldi (čtyři zhudebnění)
- Francesco Durante (B-Dur)
- Johann Kuhnau
- Georg Philipp Telemann (C-Dur, TWV 9:17; Deutsches Magnificat G-Dur, TWV 9:18)
- Gottfried August Homilius (čtyři skladby)
- Johann Mattheson
- František Xaver Richter Magnificat C-Dur pro sóla SAB, sbor, tři trubky, bicí, smyčce a b. c. (nové vydání z roku 2013 v Berlíně)
- Carl Philipp Emanuel Bach: Magnificat D-Dur, 1749
- Wolfgang Amadeus Mozart (tři zhudebnění, vždy jako součást nešpor)
- Antonio Salieri (tři zhudebnění)
- Baldassare Galuppi (G-Dur, 1778)
- Nikolaus Betscher (D-Dur)
- Franz Schubert (C-Dur, D 486)
- Felix Mendelssohn-Bartholdy (op. 65, 1822)
- Anton Bruckner (B-Dur, 1852)
- Charles Gounod (Anglické Magnificat D-Dur, 1872)
- Petr Iljič Čajkovskij (1881/1882)
- Heinrich Kaminski pro soprán, violu, malý sbor a orchestr (1925)
- Ralph Vaughan Williams (1932)
- Hugo Distler (1933)
- Johannes Weyrauch Magnificat (WeyWV 41) pro pěvecký hlas, čtyřihlasý sbor a varhany
- Goffredo Petrassi (1939/1940)
- Vincent Persichetti Magnificat a Nunc Dimittis opus 8 pro smíšený sbor a klavír (1940)
- Herbert Howells (1945)
- Hermann Schroeder (1951) Magnificat op. 31 pro smíšený sbor a dechy nebo varhany
- Gerd Zacher Magnificat pro dvouhlasý sbor, dechy (nebo varhany) a bicí (1960)
- Gaston Litaize Magnificat pro šest hlasů, sbor a varhany (1967)
- Hans-Ola Ericsson Magnificat (op. 6, 1974)
- Krzysztof Penderecki (1974)
- Heinrich Poos (1979)
- Einojuhani Rautavaara (1979)
- Paul Huber Magnificat (1979/1980)
- Vic Nees Magnificat pro smíšený sbor a sólvý soprán (1981)
- Klaus Miehling Magnificat pro sola, sbor a barokní orchestr op. 2 (1981); Meine Seele erhebet den Herrn (německé Magnificat) pro dva alty a basso continuo op. 222 (2014)
- Wilhelm Keller Magnificat (1985)
- Arvo Pärt (1989)
- John Rutter: Magnificat (1990); dvě verze pro soprán, sbor a velký orchestr nebo komorní rchestr a varhany
- Heinz Heckmann Magnificat pro sbor a orchestr (1994)
- Helge Jung Magnificat (latinsky) pro soprán, smíšený sbor, čtyři pozouny, varhany a smyčce (1996)
- Dieter Schnebel (improvizační kompozice pro sborový zpěv, varhany a bicí, 1997)
- Carlo Pedini Magnificat (1997, ve dvou verzích)
- Knut Nystedt Magnificat for a New Millennium (2000)
- Michael Starke Magnificat pro smíšený sbor a varhany (2002)
- Steve Dobrogosz (2003)
- Michael Denhoff Magnificat op. 98 (2004/2005) pro smíšený sbor se dvěma sólovými kvartety, saxofonové kvarteto, čtyři bicí nástroje a varhany
- Volker David Kirchner Magnificat pro sólový soprán, chrámový sbor, smíšený sbor, orchestr (2006. UA 2010)
- Christoph Schönherr Magnificat – The Groovy Version of OX (2006)
- Albert Frey Meine Seele preist die Größe des Herrn (Gott hat Großes an mir getan), Neues Geistliches Lied, vícehlasý zpěv s refrénem a 2 strofami
- Manfred Trojahn Magnificat (2010) pro dva soprány a orchestr
- Martín Palmeri Magnificat (2012/2013) pro soprán, mezzosoprán, sbor, bandoneon, klavír a smyčce (s vlivem tanga)
- Magnificat by Marco Frisina: soloist Connie Frances Zerafa, Coro Bel Canto and Chorus Paulus (2013)

Mnozí skladatelé zkomponovali několik verzí, v závislosti na možnostech sborů resp. sólistů při (prvním) provedení.